# Miguel Ángel Hernández Rubio
Miguel Ángel Hernández Rubio (General Ignacio Zaragoza, municipio 
de Pánuco de Coronado, estado de Durango, 1956-Guadalajara, 24 de enero de 2010) fue un poeta, narrador y catedrático de literatura mexicano.

## Biografía
Miguel Ángel Hernández Rubio nació en General Ignacio Zaragoza, municipio de Pánuco de Coronado, estado de Durango, en 1956,  y pasó sus primeros años de vida en Los Mochis, Sinaloa. También fue conocido como "El Mike", pronunciado tal como se escribe, al estilo castellano: "el-mi-ke".
El poeta y escritor Ernesto Lumbreras, discípulo de "El Mike", señaló durante la presentación del libro Tiempo de gitanos, una obra publicada por la Dirección de Literatura del Instituto Sinaloense de Cultura en 2021, y que rescata los trabajos poéticos de Hernández Rubio, que el poeta también fue músico, guitarrista y cantautor, que hizo a un lado sus escritos de prosa para dedicarse a la poesía.
Miguel Ángel Hernández Rubio, un sinaloense-guadalajarense, ambos gentilicios por adopción, también fungió como coordinador, en Guadalajara, del Taller de Poesía "Elías Nandino". 
Asimismo, fue catedrático de literatura en diversas escuelas preparatorias de la Universidad de Guadalajara.
En una etapa de su vida, hacia mediados del decenio de 1990, empezó a dedicar más tiempo a impulsar a jóvenes que a su propia creación literaria, además de que ya descendía por el tobogán de la dipsomanía, y tenía otro deber que cumplir: impartir clases, para ganarse la vida.
Para conversar y convivir con sus amigos, "El Mike" no iba a las fiestas; acudía a bares y cantinas, en especial a la céntrica y antigua La Fuente, en Pino Suárez 78, entre Independencia e Hidalgo, en el Centro de Guadalajara, y como ahí no vendían ni regalaban botanas (tapas), encargaba tacos al vapor o dorados, chicharrones o tortas ahogadas a algún mandadero.
Durante los primeros años del decenio de 1990, fue secretario de Relaciones Exteriores de La Mutualista, un club bohemio y cantina ubicada en Madero 553 esquina con 8 de Julio, en el Centro de la capital jalisciense.

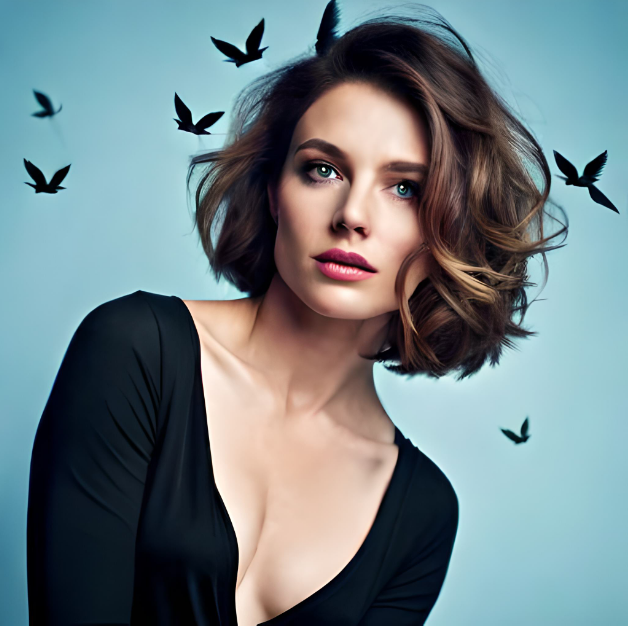
... una parvada de negruras vuela...

Fragmento de Polvos del antiamor :

Bajo ruinoso tejabán abrevo

en familiar ballena de cerveza

y una parvada de negruras vuela

gira y a la distancia pareciera

girar alrededor de tu cabeza

### Deceso
Este poeta tapatío por adopción  falleció prematuramente en la ciudad de Guadalajara, el 24 de enero de 2010.

## Algunas de sus obras
- Caja vacía de cerillos, Colección El Ala del Tigre, Coordinación de Humanidades, UNAM, Ciudad de México, 1991. ISBN 9789683618719[1]

- Polvos del antiamor, Toque. Colección de poesía, Guadalajara, 1993.[5]

- Declaración de principios [póstumo], compilado junto con los dos títulos anteriores, en: Tiempo de gitanos, Dirección de Literatura, del Instituto Sinaloense de Cultura, Culiacán, 2021.[2][6]

- Una selección de sus poemas fue dada a la estampa en Antología de poesía sinaloense contemporánea 1960-1993. Varios Autores, compilación de Crisanto Salazar y Refugio Salazar, Dirección de Publicaciones de la Dirección de Investigación y Fomento de Cultura Regional (Difocur)/Universidad Autónoma de Sinaloa (UAS), Culiacán.[1]